# 花巻城の夜討ち
花巻城の夜討ち（はなまきじょうのようち）とは、慶長5年（1600年）9月20日に陸奥国稗貫郡の花巻城で戦われた戦い（夜戦）。岩崎一揆における最初の戦いで、花巻城における盛岡藩のその後を左右した一戦である。

## 経過
天正18年（1590年）、豊臣氏の奥州仕置によってこの城や周辺を支配していた稗貫氏は没落した。その後、この地には豊臣氏の武将・浅野重吉が目代として配され、統治を行った。これに対し和賀氏・稗貫氏は旧領と城の奪還を目指して挙兵するも（和賀・稗貫一揆）失敗に終わる。一揆の首謀者・和賀義忠は逃走したが、その途次で土民の襲撃を受け殺害された（討伐軍との戦闘で討死したなどの異説もある）。一揆の鎮圧後は南部氏領となり、城代には北信愛・秀愛親子が八千石の大禄をもって配された。
慶長3年（1598年）に秀愛が亡くなるが、父の信愛が城代を継いだ。
慶長5年（1600年）、関ヶ原の戦いで南部氏の当主・南部利直は慶長出羽合戦に出陣した。この機に乗じて、伊達領の胆沢郡大森（現・胆沢郡金ケ崎町）へ潜伏していた和賀義忠の次男・和賀忠親が、伊達政宗より援助の確約を得て密かに旧領へ舞い戻り、旧臣や、南部氏の支配に反感を覚える農民などを集め、二子城（現・北上市）に拠って蜂起した。
一揆勢は南部氏の和賀・稗貫地方支配の拠点である花巻城の襲撃を計画したが、旧臣の家族より情報が漏洩し、葛西氏の浪人・三田氏を通じて柏山明助の耳に入ることになった。
明助は和賀氏や稗貫氏などと同様に、豊臣秀吉の奥州仕置によって領地を没収され浪人となっていたが、この情報を手土産に南部氏へ仕官することを目論んで、北信愛へ事態を急報した。花巻城は北信景率いる主力が別件の一揆（田瀬・安俵一揆）鎮圧のため田瀬（現・花巻市東和町）方面に向かい手薄な状態であったが、信愛は直ちに花巻城下へ箝口令を布き、町民の妻子を人質として城へ集め、城内各所の守備を固めて襲撃に備えた。
なお、明助はそのまま花巻城へ入城して南部勢として戦い、後の岩崎城攻めでも軍功を挙げ、南部氏に一千石で召し抱えられている。
九月二十日夜、一揆勢は夜陰に紛れて花巻城を襲撃した。大手門側の主力は和賀忠親率いる和賀勢（「奥羽永慶軍記」によれば380人）が、搦手門側は稗貫家の旧臣・根子内蔵介に率いられた稗貫勢（「奥羽永慶軍記」によれば約400人）が攻撃を勤め、激戦となった。
一揆勢の猛攻により三の丸、二の丸は破られ、勢いに乗った一揆勢は本丸に迫り、御台所前御門を挟んで攻防が続いた。
この際、城を守ったのは侍ばかりではなかった。花巻城下の農民たち、松庵寺の住職・存泰和尚と同寺に止宿中の津軽浪人・奥寺右馬之丞、八右衛門の兄弟ら三名、信愛の小姓たちのほか、仲居の「浦子」、談義所の「松子」も甲冑を着込んで薙刀を振るうなど奮戦した。中でも小姓の中島斉兵衛はまだ15歳の少年ながら、剛勇で知られた稗貫家旧臣・八反清水次郎左衛門を討ち取るなどめざましい活躍を見せた。
しかし、それでも南部勢の兵は圧倒的に少数であった。信愛は味方の兵を少しでも多く見せるため、鉄砲にわざと弾を込めずに空砲を撃たせ、間断なく射撃音を響かせることで和賀勢の士気を挫いたといわれる。
また夜間の戦闘により敵味方の判別が難しかったため、相手の足元を見たという。当時、城は北上川や堀に囲まれ、和賀勢はそこを渡った際に汚れるためとされている。北上川は現在とは違い、城の北側を流れていたとされる。
南部勢の激しい抗戦を受けた一揆勢は、和賀勢と根子勢の連携がうまくいかなかったこともあり本丸を攻めあぐねた。やがて夜明けを迎えるとともに主力が田瀬方面より戻ったことに加え、急を知った盛岡の桜庭直綱や北湯口（現・花巻市）の領主・島森氏などの援軍が到着したため形成は逆転し、一揆勢は南方へ向かって潰走した。
各所の援兵を交えた南部勢は城内で体勢を立て直した後、信愛の三男・直継を総大将として北信景、柏山明助らを中心とした二百五十余名の追撃部隊を編成し、一揆勢の後を追った。
敗走した和賀忠親は、南部軍の追撃を知ると獅子ヶ鼻城（現・花巻市）で残兵を統合し、百八十名余りの兵をもって迎撃したものの、勢いに乗った南部勢の攻撃を支えきれず、二子城を指して再び退却した。
忠親は南部軍の猛追を振り切って二子城へ入城したが、城は老朽化し敵の攻撃を防ぐ施設がほとんどなかったために放棄を決断し、飯豊（現・北上市）へ向けて撤退した。
忠親の去った二子城へ入った南部軍はそれ以上の追撃を諦め、城を破却した後、花巻へ帰陣した。
この戦いで南部家の稗貫郡（当時の稗貫郡は""東和を除く""花巻市石鳥谷大迫）・和賀郡（北上市大部分、東和町、西和賀）の支配は決定的となり、この地は盛岡藩の礎となった。